# Koninklijke Marine

Dubbele geus van de Koninklijke Marine

De Koninklijke Marine (KM) is de zeemacht van het Koninkrijk der Nederlanden en een van de vier krijgsmachtdelen naast de Koninklijke Landmacht (KL), de Koninklijke Luchtmacht (KLu) en de Koninklijke Marechaussee (KMar). Het is het oudste krijgsmachtdeel van Nederland en haar motto luidt: wereldwijd veiligheid op en vanuit zee. Het bestaan van een permanent georganiseerde zeemacht in Nederland dateert naar 8 januari 1488, toen de Habsburgse keizer Maximiliaan I de Ordonnantie op de Admiraliteit uitgaf. Ruim 3 eeuwen later, in 1813, ontving de marine onder Koning Willem het predicaat Koninklijk.
Gedurende de 17e eeuw behoorde de Staatse vloot van de Republiek tot de machtigste marines ter wereld en speelde de zeemacht een belangrijke rol in de Engels-Nederlandse oorlogen, de Hollandse Oorlog en de oorlogen tegen Spanje. Ook in de latere napoleontische oorlogen, respectievelijk onder de Bataafse Republiek en het Koninkrijk Holland, speelde de Nederlandse vloot een wezenlijke rol. Na het ontstaan van het moderne Koninkrijk der Nederland was de Koninklijke Marine voornamelijk actief ten dienste van de Nederlandse koloniën, hoofdzakelijk rondom Nederlands-Indië, alwaar de zeemacht bijdroeg aan de handhaving van het koloniale gezag. Tijdens de Tweede Wereldoorlog zetten eenheden van de marine de strijd tegen Duitsland en Japan voort in geallieerd verband. Er werden zware verliezen geleden, maar ook opmerkelijke successen geboekt, beiden voornamelijk in Aziatische wateren.
Met de onafhankelijkheid van Indonesië en het Nederlandse vertrek uit Nederlands-Nieuw-Guinea verlegde de marine haar aandacht naar maritieme samenwerking in NAVO-verband. NAVO-eskaders beveiligden scheepvaartroutes op de Atlantische Oceaan en in de Middellandse Zee. Gezamenlijk ging de vloot de strijd aan tegen de onderzeebootdreiging vanuit de landen van het Warschaupact. Na de val van de Berlijnse Muur verlegde de Koninklijke Marine de focus naar expeditionair optreden en het leveren van humanitaire ondersteuning. Met de dreiging van de Russische Federatie en de toenemende assertiviteit van China onderkent de marine echter het blijvende belang van voorbereiding op een grootschalig conventioneel conflict.
De Koninklijke Marine wordt geleid door de Commandant Zeestrijdkrachten, op dit moment viceadmiraal René Tas. Naast de vloot maakt ook het Korps Mariniers deel uit van de Koninklijke Marine. De Marine Luchtvaartdienst (MLD) werd in 2008 geïntegreerd in het Defensie Helikopter Commando en ondergebracht bij het Commando Luchtstrijdkrachten.
De personele sterkte van de marine bedroeg op 1 september 2024: 7.336 militairen, 2.989 burgers en 1.632 reservisten.

## Korte geschiedenis

### Voorlopers

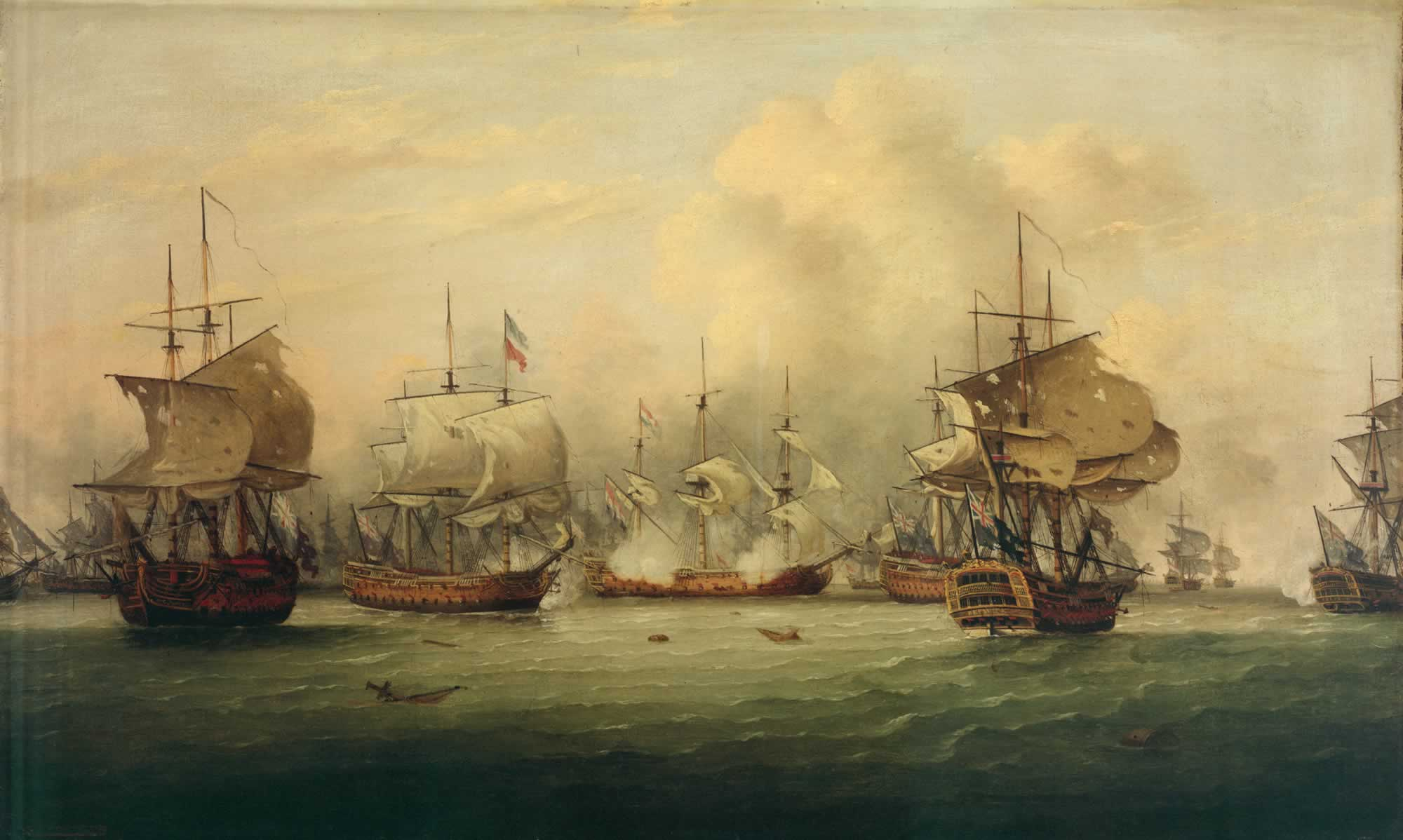
Slag bij de Doggersbank

Onder andere door de kaapvaart, maar ook in tijden van oorlog, ontstond de behoefte aan een vloothoofd. Lodewijk van Male, de graaf van Vlaanderen, het gebied dat in die tijd het meest ontwikkeld was in de Nederlanden, stelde in 1356 voor het eerst een admiraal aan. Aanvankelijk een tijdelijke functie maar na verloop van tijd werd de functie van admiraal van Vlaanderen vast.
In de overige gebieden was het echter nog steeds een tijdelijk vloothoofd. Onder de Bourgondiërs werd gepoogd dit te centraliseren. Onder de Habsburgers werd in 1485 Filips van Kleef de eerste admiraal die voor de gehele Nederlanden werd aangesteld. Op 8 januari 1488 werd de Ordonnantie op de Admiraliteit uitgegeven. De gewestelijke belangen kwamen echter vaak niet overeen met die van elkaar of de Habsburgers. Na het uitbreken van De Opstand kwam het in de Republiek tot een decentralisatie in de verschillende Admiraliteiten. In de Spaanse Nederlanden werd de centralisatie wel doorgezet.
In de achttiende eeuw kon de Staatse vloot niet meer op tegen Groot-Brittannië en Frankrijk. Een ambitieus bouwprogramma in de jaren 1780 kon het rampzalige verloop van de Vierde Engels-Nederlandse Oorlog (1780-1784) tegen Engeland niet keren. Bij de Vrede van Parijs kreeg Engeland het recht op de vrije vaart in de Oost-Indische wateren en had de totale heerschappij op zee.

### Franse tijd
De Franse tijd (1795-1813) kenmerkte zich door een verdere achteruitgang van de marine ondanks toepassing van enkele hervormingsvoorstellen. De vijf admiraliteiten werden vervangen door een centrale organisatie, later ministerie in Den Haag. Ondanks de centralisatie liet men vele werven en werkplaatsen - omwille van werkgelegenheid - nog lang bestaan. Uiteindelijk resteerde een bescheiden en neutrale rol, voor de marine in de negentiende en het begin van de twintigste eeuw beperkt tot patrouilletaken in de Indische wateren.
De oorlogsschepen bleven noodgedwongen binnengaats. Een aantal schepen wist Willem V naar Groot-Brittannië te volgen en andere werden op weg naar of in Indische wateren door de Britten buitgemaakt. Na overgave van een eskader Oost-Indiëvaarders in de Saldanhabaai in 1796 (zie Capitulatie in de Saldanhabaai) en de verloren Zeeslag bij Kamperduin in 1797, was het Vlieter-incident - waarbij schout-bij-nacht Samuel Story zijn eskader overgaf aan de Britten bij De Vlieter in 1799 - de genadeslag voor de Bataafse vloot. Na inlijving bij het Franse Keizerrijk in 1810 kon de marine niet meer zelfstandig opereren.

### Koninkrijk der Nederlanden
In 1813 eindigde de Franse tijd en ontstond het Koninkrijk der Nederlanden onder koning Willem I.  Op 7 december 1813 werd Joan Cornelis van der Hoop tot commissaris-generaal benoemd en later tot minister van Marine en was er weer sprake van een zelfstandige organisatie: eerst de Koninklijke Nederlandse Zeemacht en vanaf 1905 de Koninklijke Marine. Dit koninkrijk was door de grote mogendheden uit de Coalitie tegen Napoleon op het Congres van Wenen bedoeld als een sterke bufferstaat tegenover Frankrijk en moest daarom van een sterke vloot worden voorzien. Bij het Verdrag van Parijs van 30 mei 1814 ontving de nieuwe Zeemacht tientallen schepen uit de inventaris van Frankrijk, deze vormden de eerste twintig jaar de kern van de vloot. Gaandeweg werden ook nieuwe schepen gebouwd en vanaf 1826 deed stoomvoortstuwing zijn intrede, in zijn eerste vorm als raderstoomboten. 
Na het verdwijnen van het linieschip in het midden van de negentiende eeuw wisselden vele scheepstypen elkaar af. De uitvinding van de scheepsschroef eind jaren 1830 bespoedigde de toepassing van stoomvoortstuwing. Vanaf 1875 bouwde men stoomschepen waarmee de zeilperiode werd afgesloten. Ook werd hout vervangen door ijzer; ontwikkelingen op artilleriegebied verbeterden het geschutsbereik, het kaliber en de trefzekerheid waardoor bepantsering noodzakelijk werd.
Na de Amerikaanse en Oostenrijkse successen kwam het rammen in de tweede helft van de negentiende eeuw korte tijd in de belangstelling. Zodoende werd voor de Koninklijke Marine in 1868 de Schorpioen in dienst gesteld. In datzelfde jaar werden drie zusterschepen door de marine in gebruik genomen: de Stier, de Buffel en de Guina. Dit waren ramtorenschepen en ze vormden een belangrijke modernisering van de vloot. Ze waren bedoeld ter vervanging van de houten schepen met stoom- en zeilkracht en gladloopkanonnen van de Nederlandse marine. De kanonnen waren nog voorlaadkanonnen.
Rond de eeuwwisseling werden torpedo’s en mijnen een geducht aanvals- en verdedigingswapen. Op technisch gebied liep de Koninklijke Marine steeds meer achter bij de Europese mogendheden. Ontwikkelingen als de stoommachine, bepantsering, torpedo's en onderzeeboten werden veel later geïntroduceerd. Zo bouwde de Koninklijke Marine nog pantserschepen toen dat concept door de komst van de slagschepen van het type Dreadnought elders al was achterhaald. Slagschepen, opgenomen in een vlootplan van 1912-1913, kwamen er niet. Nog in 1925 werden kruisers met kanonnen achter schilden in gebruik genomen, terwijl andere marines al gesloten geschutskoepels hanteerden. Bij de bouw van moderne oorlogsschepen gebruikte de marine buitenlandse ontwerpen. Zowel de torpedobootjagers van de Wolf- als van de Admiralenklasse waren op Britse ontwerpen gebaseerd. De eerste onderzeeboot voor Nederland was naar een Amerikaans ontwerp gebouwd.
De onderzeedienst werd opgericht op 21 december 1906. De marine was nu meer bij de tijd: in de jaren 1930 werd een belangrijke technische verbetering gedaan. Luitenant-ter-zee Wichers en schout-bij-nacht Van Pappelendam introduceerden de snuiver-installatie, waardoor onderzeeboten onder water varend op de dieselmotor hun accu's konden bijladen.
In 1938 werd dit systeem voor het eerst toegepast. Merkwaardig genoeg liet de Royal Navy dit apparaat in de Tweede Wereldoorlog verwijderen. De Duitsers, die met de snuiver kennismaakten na de inval in Nederland, ontwikkelden het echter verder en rustten er al hun onderzeeboten ermee uit. De Amerikanen ontdekten het systeem aan het eind van de oorlog, toen een Duitse onderzeeboot in hun handen viel en zij beschouwden het als een Duitse uitvinding.
Een andere innovatie was het op drie assen gestabiliseerde 40 mm luchtdoelgeschut. Door de Hr. Ms. Van Kinsbergen werd dit op 20 augustus 1940 getoond aan de bemanning van de Amerikaanse kruiser Tuscaloosa. Het systeem viel bij de Amerikanen zo in de smaak, dat zij de technische gegevens overnamen en het in de Tweede Wereldoorlog op grote schaal produceerden en toepasten.
Voor de Nederlandse kustverdediging deden kleine scheepstypen als monitors en kanonneerboten dienst. In Nederlands-Indië was lange tijd het schroefstoomschip de kern van de vloot, gevolgd door pantserschepen, torpedoboten, kruisers en onderzeeboten. Tijdens de Eerste Wereldoorlog was de marine hoofdzakelijk in Indische wateren aanwezig. Na de oorlog kreeg de marine een nieuw wapen, het vliegtuig en werd in 1917 de Marine Luchtvaartdienst opgericht. Per 1 september 1928 werd het zelfstandige ministerie van Marine in een nieuw ministerie van Defensie opgenomen. In de jaren 1920 en 1930 kwamen de bezuinigingen op gang wat in 1933 tot een staking en muiterij op Hr. Ms. De Zeven Provinciën leidde. De regering liet er een bom op gooien, dat kostte 23 doden en veertien gewonden.

### Opleiding
Hoewel het merendeel van de aspirant-officieren hun opleiding in de praktijk aan boord kreeg, kwam er voor het eerst een adelborstenopleiding aan de wal. Op 10 januari 1816 werd het Marine-Instituut voor de opleiding tot officier opgericht. Op 28 augustus 1829 werd het Koninklijk Instituut voor de Marine opgericht.

### Nederlands-Indië

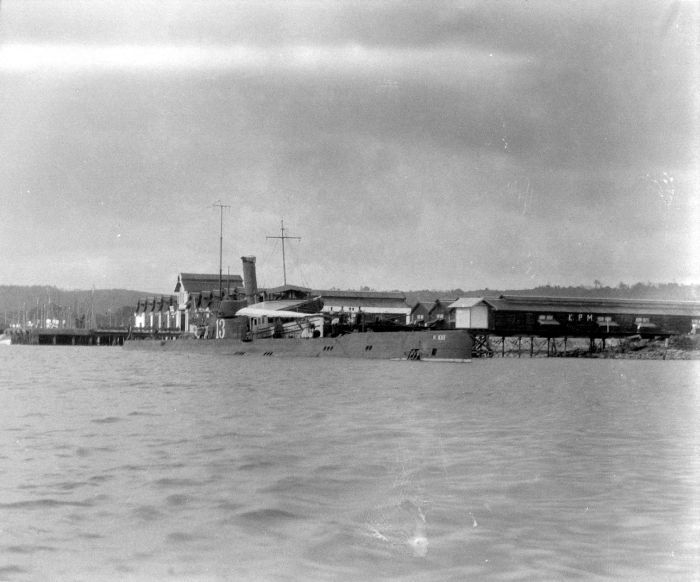
Onderzeeboot K XIII in de haven van Ambon

Tussen 1783 en 1789 werden voor het eerst marine-eskaders naar Nederlands-Indië gezonden ter ondersteuning van de VOC. In de negentiende eeuw, na de opheffing van de VOC, verschoof de hoofdtaak van de Nederlandse zeemacht naar Nederlands-Indië. Dit was mogelijk door beperking van de taak in Europa tot kustverdediging.
Op bombardementen op Algiers en de bombardementen op Shimonoseki na en enige schermutselingen tegen de Zuidelijke opstandelingen tussen 1830 en 1832, bleef Nederland tot de Tweede Wereldoorlog neutraal. In Indië legde de zeemacht zich, naast de verdediging van het gebied, toe op de bestrijding van piraterij en ondersteuning van troepen in het binnenland en buitengewesten. Er was een Auxiliair eskader van wisselende schepen actief in Azië ten behoeve van vlagvertoon en ter assistentie van de Indische Militaire Marine. De werkzaamheden van het Nederlands eskader breidden zich echter zo uit dat in de tweede helft van de negentiende eeuw bijna 60% van schepen en personeel in Indië verbleef.

### Tweede Wereldoorlog
Zowel voor de Eerste als de Tweede Wereldoorlog bestonden er plannen voor de bouw van slagschepen. In 1940 werd het Slagkruiserplan aangenomen. Dit omvatte de bouw van drie slagkruisers of cruiser-killers voor verdediging van Nederlands Oost-Indië. Binnen de marine was dit plan omstreden, men voorzag problemen met het bemannen van dergelijke schepen. Het zou een grote aanslag zijn op het beschikbare personeel. Sommige officieren in de marinetop wilden de beschikbare fondsen ook liever besteden aan kleinere schepen en vliegtuigen, die sneller beschikbaar zouden zijn. De Duitse inval, enkele maanden later, boorde dit plan de grond in.
In het begin van de jaren 1930 was het vlootplan Deckers aangenomen – de toenmalige Minister van Marine. Een bouwprogramma voor een lichte kruiser, twee flottieljeleiders, vier torpedobootjagers en enkele onderzeeboten. Niet alle schepen uit dit plan konden voor de oorlog gerealiseerd worden. De Koninklijke Marine ging de oorlog in met drie lichte kruisers, twee flottieljeleiders, acht torpedobootjagers, ook een klein aantal torpedoboten en kanonneerboten en een twintigtal onderzeeboten.
Tijdens de oorlog zetten eenheden van de marine de strijd tegen Duitsland en Japan voort in geallieerd verband. Nederlandse eenheden werden gecoördineerd vanuit het opnieuw verzelfstandigde ministerie van Marine in Londen en de hoofdkwartieren op Ceylon en in Australië. Wereldwijd werden Nederlandse eenheden ingezet voor troepentransport, konvooien en acties op vijandelijke doelen. Er werden zware verliezen geleden, vooral bij de verdediging van Nederlands-Indië.

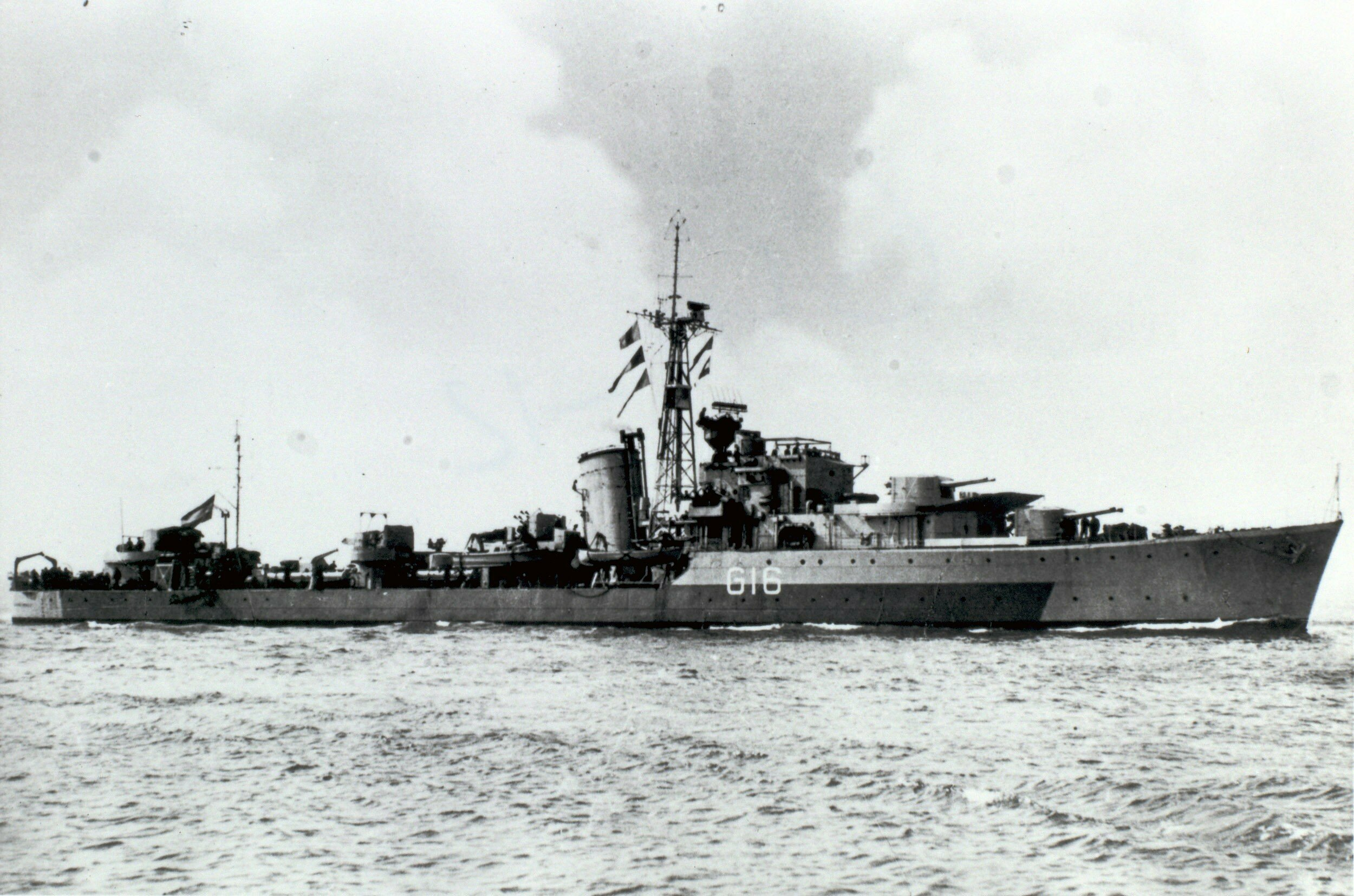
Torpedobootjager Hr.Ms. Tjerk Hiddes, gestationeerd in West-Australië (1942)

Na de Slag in de Javazee op 27 en 28 februari 1942, toen de Combined Striking Force van de ABDACOM onder bevel van schout-bij-nacht Karel Doorman werd verslagen, was een grote rol van de marine niet meer mogelijk. Individueel bleven schepen, zoals de kruiser Tromp en meerdere onderzeeboten, in het Verre Oosten successen boeken. Zo bracht een klein aantal onderzeeboten, die in West-Australië waren gestationeerd, meer Japanse schepen tot zinken in de eerste paar weken van de oorlog, dan de Britse en Amerikaanse marine gezamenlijk. Hiermee verdiende admiraal Helfrich zijn bijnaam Ship-a-day Helfrich. Zowel de Britten als de Amerikanen waren overigens van mening dat de aanpak van deze Nederlandse admiraal veel te agressief was.
Een van de Nederlandse torpedobootjagers, Hr.Ms. Tjerk Hiddes, die de Amerikaanse 7e vloot in West-Australië ondersteunden, evacueerde einde 1942 meer dan duizend KNIL troepen, Australische strijdkrachten (de zg. Sparrow Force) en burgers van het door Japan bezette eiland Timor naar Darwin in Australië.
Later in de oorlog scoorden Nederlandse onderzeeboten nog enige opmerkelijke successen, waaronder het laten zinken van een Kriegsmarine U-boot in de Middellandse zee. Relatief gezien werden echter de meeste van die successen geboekt in Aziatische wateren. Verder waren onderzeeboten ingezet in de Middellandse Zee en werden de kanonneerboten Flores en Soemba bij de landingen op Sicilië en later bij Normandië ingezet. Tijdens de oorlog kwamen naar Engels voorbeeld voor het eerst vrouwen (Marva's) in dienst. Pas in 1981 integreerde deze Marine Vrouwenafdeling geheel in de Koninklijke Marine.

### Indonesië
Na de oorlog waren de verhoudingen tussen het moederland en zijn kolonie drastisch veranderd. De uitroeping van de Republik Indonesia, twee dagen na de Japanse capitulatie, haalde een streep door de plannen het koloniale gezag te herstellen. Na vier jaar strijd werd Nederland eind 1949 gedwongen de soevereiniteit over te dragen aan de Republiek der Verenigde Staten van Indonesië. De marine leverde een bescheiden bijdrage aan de dekolonisatieoorlog. Na de soevereiniteitsoverdracht verloor de marine haar voornaamste werkterrein in de Oost. Tot 1962 was de marine nog aanwezig in Nederlands-Nieuw-Guinea, maar de bescherming van dit gebied was van ondergeschikt belang.

### Koude Oorlog

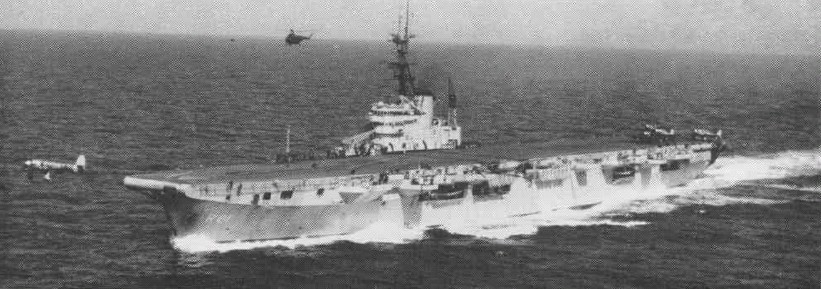
Hr.Ms. Karel Doorman

De marineleiding in Den Haag had de taak in de Oost het liefst direct na de oorlog afgestoten. Het materieel dat in de Indische archipel werd ingezet was ongeschikt voor de beoogde wereldwijde taak. De naoorlogse opvattingen over de wereldwijde oriëntatie en omvang van de vloot waren ook onrealistisch. De periode na de Tweede Wereldoorlog stond vooral in het teken van de Koude Oorlog en de lidmaatschappen van de West-Europese Unie en de Noord-Atlantische Verdragsorganisatie (NAVO) en in dit verband voerden land en luchtmacht de boventoon. Na de Koreaanse Oorlog (1950-1953) kreeg de marine meer waardering. De politiek steunde de opbouw van een vloot met twee smaldelen. Met de lessen van de oorlog in het geheugen werd een voor die jaren moderne vloot opgebouwd rond een licht vliegdekschip Hr. Ms. Karel Doorman, twee lichte kruisers, twaalf onderzeebootjagers, acht onderzeeboten en diverse mijnenvegers. Ook had de toenmalige MLD enkele tientallen vliegtuigen en helikopters beschikbaar.
De jagers hadden rondzoekradars voor lucht- en zeedoelen, in die tijd nog niet gebruikelijk. Hoewel de schepen van Nederlands ontwerp waren, werd in de jaren 1960 gebruikgemaakt van een Brits ontwerp voor de bouw van nieuwe fregatten (Van Speijkklasse). Ook kreeg de marine in die periode in het kader van het Mutual Defense Aid Program (MDAP) voor niets grote aantallen overtollig Amerikaans materieel, zoals fregatten (Van Amstelklasse), korvetten (Roofdierklasse), mijnenvegers, onderzeeboten en vliegtuigen voor de MLD.
In 1962 raakte de marine betrokken bij een conflict tussen Nederland en de Republiek Indonesia over Nieuw-Guinea. Hierbij werd tijdens de Slag bij Vlakke Hoek de Indonesische torpedoboot Matjan Tutul door Nederlandse schepen beschadigd.
Direct had de overdracht van Nieuw-Guinea aan Indonesië gevolgen voor de samenstelling van de marine. Het operatiegebied van de marine werd beperkt tot Europa en de noordelijke Atlantische Oceaan. Men richtte zich op beveiliging van de scheepvaartroutes op de Atlantische Oceaan en onderzeebootbestrijding. Omdat een vliegdekschip hiervoor niet belangrijk en bovendien te duur was, werd het in 1968 verkocht en vervangen door Breguet Atlantic patrouillevliegtuigen die vanaf land opereerden.

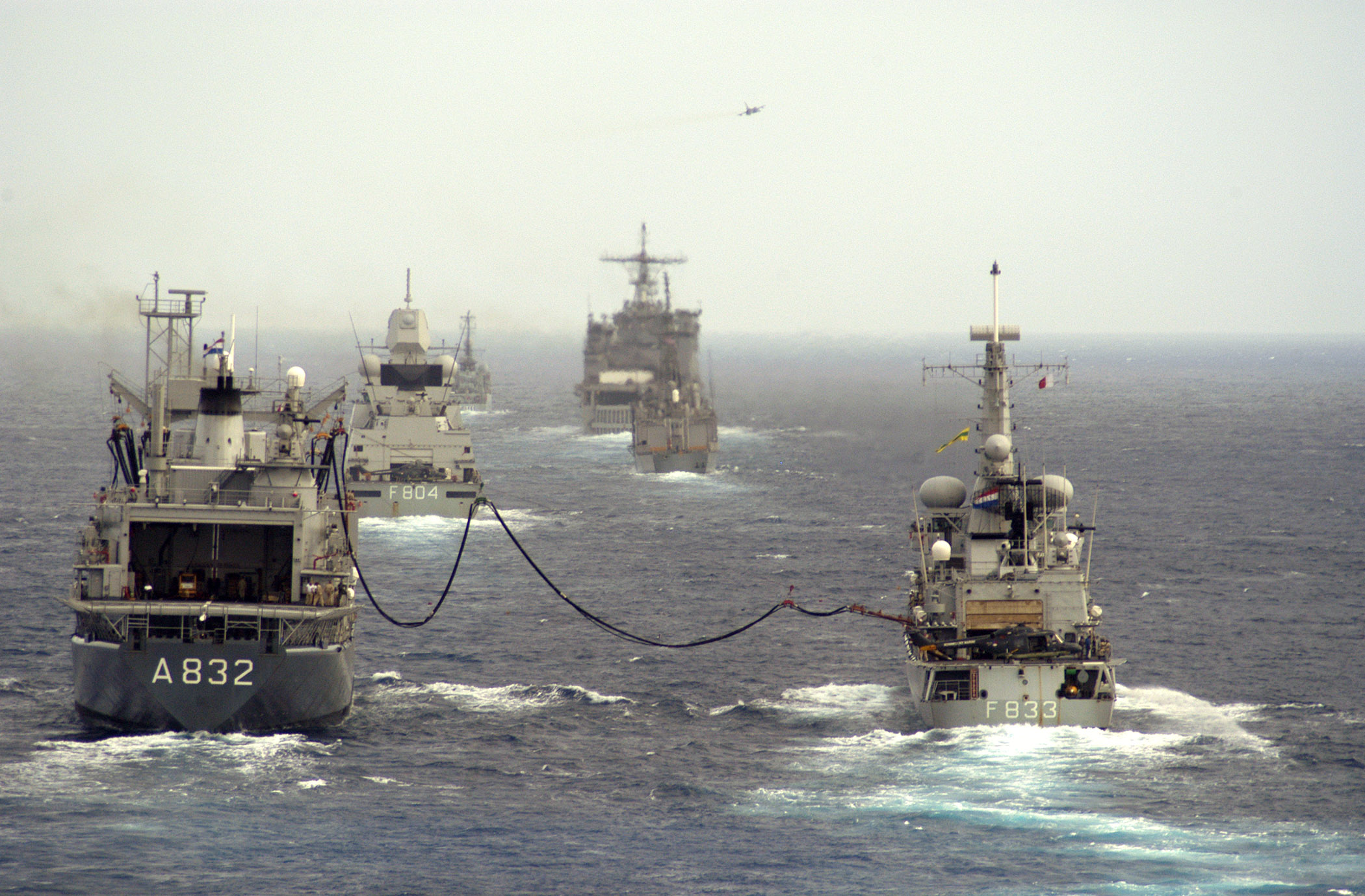
Zuiderkruis (A832), De Ruyter (F804) en Van Nes (F833), Exercise Joint Caribbean Lion 2006

Nederland ontwikkelde als lid van de NAVO zijn veiligheidsbeleid i.s.m. andere lidstaten. De oprichting van het Warschaupact in 1955 verscherpte de bewapeningswedloop tussen Oost en West. Technische vernieuwingen namen een vlucht: op toepassing van sonar en radar volgde introductie van wapensystemen met tactische kernwapens en langeafstandsraketten. In de jaren 1960 maakte de marine voor het eerst kennis met geleide wapens met de De Zeven Provinciën, waarmee het gevecht op steeds grotere afstand van het eigen scheepsverband gevoerd kon worden. Het duidelijke vijandsbeeld bepaalde de militaire strategie. Uitbreiding en inzet van materieel waren inpasbaar in de NAVO strategie. Zo nam de marine vanaf het midden van de jaren 1960 deel aan permanente NAVO-smaldelen als de Standing Naval Force Atlantic.
Bij de bouw van onderzeeboten viel een eigen vinding op: een romp uit drie cilinders. Dit verbeterde de stabiliteit van de boot belangrijk en maakte het mogelijk de waterdruk beter te weerstaan waardoor een grotere duikdiepte mogelijk werd. Toch is het bij de bouw van vier onderzeeboten van dit driecilinder-type gebleven, twee van Dolfijnklasse en twee van Potvisklasse. Vanwege de kosten werd het type niet doorontwikkeld.
Door samenwerking tussen marine en scheepsbouwindustrie werden de schepen steeds beter en vanaf de jaren 1970 trokken ontwerpen ook in het buitenland aandacht. Soms werd zelfs een bescheiden exportsucces geboekt, zoals de Kortenaerklasse.

### Belgische-Nederlandse marinesamenwerking (BeNeSam)
De geschiedenis van de Belgische-Nederlandse marinesamenwerking gaat terug tot 1948, toen het idee van een overkoepelende staf voortkwam uit de eerste Belgisch-Nederlandse Samenwerking (BeNeSam). In het geheime Militaire Verdrag van 1948 kwamen België en Nederland overeen om in oorlogstijd de Koninklijke Marine en de Belgische Marine onder bevel van één officier te plaatsen, omdat zij in hetzelfde gebied zouden opereren. Op 29 maart 1962 werd een document ondertekend, waarin stond dat alleen indien de Belgische en Nederlandse regering in gezamenlijk overleg, als gevolg van het uitbreken van vijandelijkheden of dreigende oorlogsgevaar, het noodzakelijk achten, zou de admiraal Benelux worden benoemd. In 1975 werd de Admiraal Benelux (ABNL) in oorlogstijd opgericht. Pas na het einde van de Koude Oorlog tekenden België en Nederland in 1995 een overeenkomst die de samenwerking regelt tussen de Belgische Marine en de Nederlandse Marine, zowel in vredes- als oorlogstijd. Als gevolg van deze overeenkomst werden beide nationale operationele staven met ingang van 1 januari 1996 samengevoegd tot één enkele geïntegreerde staf, met het hoofdkwartier in Den Helder, onder bevel van de Admiraal Benelux. Dit leidde tot een unieke vorm van Belgisch-Nederlandse marinesamenwerking op het gebied van operatiën, opleidingen, trainingen, logistiek en onderhoud. Hierbij blijven echter beide landen soeverein wat betreft de politieke beslissing tot inzet van hun schepen.
Zo worden de Belgische en Nederlandse M-fregatten en mijnbestrijdingsvaartuigen operationeel aangestuurd door het geïntegreerde binationale marinehoofdkwartier in Den Helder. België is belast met de opleiding en training van de bemanningen voor de mijnbestrijdingsvaartuigen en het is verantwoordelijk voor de logistiek en onderhoud van deze vaartuigen. Nederland heeft dezelfde verplichtingen voor de M-fregatten. In de BeNeSam-overeenkomsten staan overigens ook nog andere vormen van maritieme samenwerking beschreven. Op het gebied van mijnbestrijding is er sinds 1975 de binationale school Eguermin in Oostende. Deze school is ook een NAVO Centre of Excellence. In Zeebrugge wordt de Mine Counter Measures Operational Sea Training gegeven. Hier wordt beoordeeld of een schip klaar is om zijn operationele periode in te gaan. Operators en verbindingspersoneel van beide marines worden sinds 1996 opgeleid bij de Operationele School in Den Helder. Koks en hofmeesters krijgen sinds hetzelfde jaar hun gezamenlijke opleiding te Brugge.
In 2016 is de samenwerking uitgebreid naar meer samenwerking tussen de expeditionaire Belgische Lichte Brigade en het Nederlandse Korps Mariniers en de gezamenlijke aanschaf van marineschepen.

## De hedendaagse marine

### Organogram
| Commando                                  | Commandant |
| ----------------------------------------- | --- |
| Commandant                                | Commandant Zeestrijdkrachten Vice-admiraal René Tas |
| Commandant                                | Plaatsvervangend commandant Zeestrijdkrachten Schout-bij-nacht Huub Hulsker |
| Directie Operaties                        | Directeur Operaties CZSK Brigadegeneraal der mariniers Jan Hut |
| Directie Operaties                        | Bevelvoerend officier vaartuigen |
| Directie Operaties                        | Hoofd Maritiem Hoofdkwartier ABNL Vice-admiraal René Tas |
| Directie Operaties                        | Commandant Marine Combat Group 1st Luitenant-kolonel der mariniers Eric Piwek 2nd Luitenant-kolonel der mariniers Emanuel Thomeer                                                               |
| Directie Operaties                        | Commandant Surface Assault and Training Group |
| Directie Operaties                        | Commandant Seabased Support Group |
| Directie Operaties                        | Commandant Netherlands Maritime Special Operations Forces Luitenant-kolonel der mariniers Jan-Willem van Dijk                                                                                   |
| Directie Operaties                        | Commandant Netherlands Maritime Force Commandeur Ad van de Sande |
| Directie Operaties                        | Commandant Sea Training Command Kapitein-ter-zee Ruud Schoonen |
| Directie Operaties                        | Commandant Marine Training Command Luitenant-kolonel der mariniers Harro de Vries |
| Directie Operaties                        | Commandant Defensie Duikgroep Kapitein-luitenant-ter-zee Sander Kool |
| Directie Operaties                        | Hoofd Maritime Warfare Centre Commandeur Harrie Welmer |
| Directie Operaties                        | Chef der Hydrografie Kapitein-ter-zee Marc van der Donck |
| Directie Materiële Instandhouding         | Directeur Materiële Instandhouding CZSK Commandeur Jan Willem Hartman |
| Directie Materiële Instandhouding         | Hoofd van de afdeling Maritieme Ondersteuning |
| Directie Materiële Instandhouding         | Hoofd van de afdeling Programmering |
| Directie Materiële Instandhouding         | Hoofd van de afdeling Maritieme Instandhouding |
| Directie Materiële Instandhouding         | Hoofd van de afdeling Maritieme Techniek |
| Directie Materiële Instandhouding         | Hoofd van de afdeling Maritieme Logistiek |
| Directie Materiële Instandhouding         | Bevelvoerend officier van een marine-/marinierskazerne/-basis of-etablissement VGKAZ Luitenant-kolonel der mariniers Michiel Posthumus VBHKAZ Luitenant-kolonel der mariniers René van de Burgt |
| Directie Materiële Instandhouding         | Commandant Korps Marinebrandweer Hoofdcommandeur Twan Langenhuizen |
| Directie Personeel & Bedrijfsvoering      | Directeur Personeel & Bedrijfsvoering CZSK |
| Directie Personeel & Bedrijfsvoering      | Chef Kabinet |
| Directie Personeel & Bedrijfsvoering      | Hoofd van de afdeling Financiën & Control |
| Directie Personeel & Bedrijfsvoering      | Hoofd van de afdeling Opleidingen Koninklijke Marine Kolonel der mariniers Stefan Nommensen |
| Directie Personeel & Bedrijfsvoering      | Commandant, directeur cq. hoofd van een school |
| Directie Personeel & Bedrijfsvoering      | Hoofd van de afdeling Personeel & Organisatie |
| Directie Personeel & Bedrijfsvoering      | Hoofd van de afdeling Integratie |
| Directie Personeel & Bedrijfsvoering      | Hoofd van de afdeling Geneeskundige & Personele Zorg |
| Directie Personeel & Bedrijfsvoering      | Hoofd van de afdeling Bedrijfsvoering & Informatievoorziening |
| Directie Personeel & Bedrijfsvoering      | Hoofd van de afdeling Juridische Zaken |
| Directie Personeel & Bedrijfsvoering      | Hoofd van de afdeling Communicatie |
| Commando Zeemacht in het Caribisch gebied | Commandant der Zeemacht in het Caribisch gebied Brigadegeneraal der mariniers Peter Jan de Vin                                                                                                  |
| Commando Zeemacht in het Caribisch gebied | Plaatsvervangend commandant der Zeemacht in het Caribisch gebied Kapitein-ter-zee Jan Willem Boone                                                                                              |
| Kustwachtcentrum Nederland                | Directeur Kustwacht Nederland Jan van Zanten |

### Inzetbaarheidsdoelstellingen
De inzetbaarheidsdoelstellingen omvatten de bescherming van het koninkrijk en bondgenootschappelijke grondgebied, de bescherming en bevordering van internationale rechtsorde en stabiliteit en de ondersteuning van civiele autoriteiten bij nationale en internationale rechtshandhaving, rampenbestrijding en humanitaire hulp. De inzetcapaciteit is afhankelijk van de personeelsvulling en alle beschikbare financiële mogelijkheden. Met het verschijnen van de defensienota 2018 zijn deze als volgt:
Te leveren:
- Een maritieme taskforce van vijf schepen voor korte tijd voor NAVO-verdediging of crisisbeheersing inclusief geïntegreerde inzet van mariniers of
- Langdurige separate inzet van twee schepen inclusief inzet van mariniers. Een schip minimaal een LC-fregat met detectiecapaciteit voor ballistische raketten; het andere schip eventueel een onderzeeboot of een schip ter mijnenbestrijding
- Inzet van maritieme logistieke capaciteit voor korte tijd
- Inzet van een mariniersbataljon voor korte tijd

Voor nationale en koninkrijkstaken:
- DSI-personeel bestaande uit MARSOF
- Twee samengestelde eenheden voor havenbeveiliging
- Eén mijnenbestrijdingsschip voor de Noordzee en twee schepen van de wacht
- Eén schip en één marinierscompagnie (Aruba)
- Eén mariniersdetachement (Sint Maarten)
- Eén ondersteuningsschip voor kustwacht Caribisch gebied
- Eén bootpeloton

### Organisatie
Kort voor het begin van de Tweede Wereldoorlog werd de functie van Bevelhebber der Zeestrijdkrachten (BDZ) ingevoerd. De BDZ gaf leiding aan de Commandant der Zeemacht in Nederland, de Commandant der Zeemacht in het Caribisch Gebied en de Commandant van het Korps Mariniers. Deze was tevens Chef van de Marinestaf en gaf daarmee leiding aan de stafafdelingen die in Den Haag waren gehuisvest. Deze functie is in 2005 opgeheven.
In 2005 werd een nieuwe organisatiestructuur ingevoerd bij de gehele krijgsmacht. De achterliggende bedoeling daarvan was overhead bezuiniging én een betere samenwerking tussen de afzonderlijke krijgsmachtdelen te bereiken. De rol van Chef van de Defensiestaf werd groter en als Commandant der Strijdkrachten ging deze rechtstreeks bevel geven aan de krijgsmachtdelen. De functies van bevelhebbers van luchtmacht, marine en landmacht werden opgeheven.
De operationele eenheden van de Koninklijke Marine zijn opgegaan in het Commando Zeestrijdkrachten. De hoogste marinefunctie is nu de Commandant Zeestrijdkrachten (CZSK) in Den Helder. De voormalige directies voor Materieel, Personeel en Financieel Beheer zijn opgeheven: een deel van de taken is overgenomen door de Directoraten-generaal op het ministerie en een ander deel is opgegaan in de staf van de Commandant Zeestrijdkrachten. Andere onderdelen zijn opgegaan in het Commando DienstenCentra (CDC) en de Defensie Materieel Organisatie.
De Commandant Zeestrijdkrachten geeft nu leiding aan:
- De Commandant der Zeemacht in het Caribisch Gebied (CZMCARIB)

En de operationele directies:
- Directie Operaties (DOPS) - verantwoordelijk voor opwerken/aansturen van operationele eenheden, ontwikkelen/behouden van kennis en voor de hydrografie
- Directie Materieel Instandhouding (DMI) – verantwoordelijk voor de maritieme instandhouding, techniek, logistiek en ondersteuning
- Directie Personeel Bedrijfsvoering (DPBV) – verantwoordelijk voor de bestuurlijke ondersteuning en personele gereedstelling

De Commandant Zeestrijdkrachten is ook Admiraal Benelux, tot 1995 een functie die binnen de NAVO alleen in oorlogstijd of bij internationale oefeningen bestond. Door de vorming van het Belgisch-Nederlands eskader is de functie permanent geworden. Een deel van de Belgische marinestaf bevindt zich in Den Helder en vanuit een gezamenlijk hoofdkwartier worden zowel Belgische als Nederlandse marineschepen geleid.
| Organisatie-element                        | Taak en onderverdeling |
| ------------------------------------------ | --- |
| Admiraliteit                               | De Admiraliteit in Den Helder stuurt de Koninklijke Marine aan. De Commandant Zeestrijdkrachten heeft de leiding. Samen met de Admiraliteitsraad vormt deze het directieteam. Als ondersteuning beschikken zij hiervoor over een staforganisatie - Staf Commando Zeestrijdkrachten - Nederlandse Kustwacht - Admiraliteitsraad                                                                                         |
| Admiraal Benelux                           | De Belgische maritieme component en de Nederlandse marine werken in vredes- en in oorlogstijd intensief samen. Beide nationale operationele marinestaven vormen een staf, de Admiraal Benelux met het hoofdkwartier in Den Helder. De Nederlandse Commandant der Zeestrijdkrachten is het hoofd van de Admiraliteit Benelux. De commandant van de Belgische maritieme component vervult de functie van plaatsvervanger |
| Korps Mariniers                            | Het Korps Mariniers is gespecialiseerd in MARSOF, amfibische landingen en expeditionair optreden als lichte infanterie. Het in 1665 opgerichte korps is een onderdeel van de Koninklijke Marine |
| Commandement der Zeemacht Caribisch Gebied | De marine draagt bij aan de veiligheid in alle delen van het Koninkrijk der Nederlanden, ook in het Caribisch gebied. Dit laatste gebeurt vanuit het Commandement der Zeemacht in het Caribisch Gebied. Er zijn twee marinelocaties op Curaçao en een op Aruba |
| Netherlands Maritime Force                 | De Netherlands Maritime Force (NLMARFOR) heeft twee hoofdfuncties. Het is de uitzendbare, operationele staf van de Koninklijke Marine. Deze leidt operaties van vlooteenheden en mariniers. En het is een opwerkeenheid, een organisatiedeel dat schepen en marinierseenheden begeleidt naar operationele inzetbaarheid                                                                                                |
| Directie Materiële Instandhouding          | Het onderhoud van schepen, onderzeeboten en systemen bij de marine gebeurt bij de Directie Materiële Instandhouding (DMI) in Den Helder. Hier werken specialisten aan alle installaties aan boord |
| Dienst der Hydrografie                     | De Dienst der Hydrografie informeert zeevarenden over vaarwegen, de zeebodem en gevaren onder water, zoals scheepswrakken. De dienst maakt zeekaarten, legt de zeegrenzen van Nederland daarin vast en verricht dieptemetingen. Zo draagt deze marinedienst bij aan bescherming van de Nederlandse belangen op zee en aan veilige scheepvaart                                                                          |
| Defensie Duikgroep                         | De Defensie Duikgroep voert duikoperaties uit en ruimt explosieven onder water. Ook repareren duikers van de marine vaartuigen onder water en controleren ze havens op mogelijke explosieven |
| Duikmedisch Centrum                        | Het Duikmedisch Centrum (DMC) van de Koninklijke Marine in Den Helder is sinds 1966 het medisch kenniscentrum voor de duikwereld in Nederland |
| Vlooteenheden                              | Bestaat uit Grote Bovenwatereenheden, Kleine Bovenwatereenheden, en Onderwatereenheden |
| Koninklijke Marine Reserve (KMR)           | Voormalig beroepspersoneel van de marine afkomstig uit ieder dienstvak, kan zich tot 40 jaar aanmelden als reservist. De Koninklijke Marine Reserve telt 850 functies voor reservisten |
| Marine Luchtvaartdienst                    | In 2008 geïntegreerd in het Defensie Helikopter Commando(DHC) ondergebracht bij het CLSK. Het personeel is deels nog afkomstig van de marine |

### Samenstelling
| Scheepsklasse             | Foto | Type                            | Aantal | In dienst vanaf | Schip (boegnummer) | Details |
| ------------------------- | ---- | ------------------------------- | ------ | --------------- | --- | --- |
| Walrusklasse              |      | Onderzeeboot                    | 3      | 1994            | Zr.Ms. Zeeleeuw (S803) Zr.Ms. Dolfijn (S808) Zr.Ms. Bruinvis (S810)                                                                      | Diesel-elektrische onderzeeboten. Worden vervangen door 4 nieuwe onderzeeërs. Geplande vervanging vanaf 2027 |
| De Zeven Provinciënklasse |      | Fregat                          | 4      | 2002            | Zr.Ms. De Zeven Provinciën (F802) Zr.Ms. Tromp (F803) Zr.Ms. De Ruyter (F804) Zr.Ms. Evertsen (F805)                                     | Luchtverdedigings- en commandofregatten (LCF). Worden vervangen door 4 nieuwe LC fregatten. Geplande vervanging vanaf 2029 |
| Karel Doormanklasse       |      | Fregat                          | 2      | 1994            | Zr.Ms. Van Speijk (F828) Zr.Ms. Van Amstel (F831)                                                                                        | Multipurpose fregatten (MFF). Worden vervangen door 2 tot 4 ASWF fregatten. Geplande vervanging vanaf 2024 |
| Hollandklasse             |      | Patrouillevaartuigen            | 4      | 2011            | Zr.Ms. Holland (P840) Zr.Ms. Zeeland (P841) Zr.Ms. Friesland (P842) Zr.Ms. Groningen (P843)                                              | Oceangoing Patrol Vessel (OPV).Worden vervangen door 6 amfibische transportschepen samen met de Rotterdamklasse. Geplande upgrading 2025 |
| Alkmaarklasse             |      | Mijnenjager                     | 6      | 1989            | Zr.Ms. Makkum (M857) Zr.Ms. Schiedam (M860) Zr.Ms. Urk (M861) Zr.Ms. Zierikzee (M862) Zr.Ms. Vlaardingen (M863) Zr.Ms. Willemstad (M864) | Mijnenbestrijdingsvaartuig (MBV). Worden vervangen door 6 schepen uit de nieuwe Vlissingenklasse Momenteel zijn de Zr. Ms. Makkum, Urk, en Vlaardingen reeds buitendienst gesteld. Hiervan worden de Makkum en Vlaardingen gedoneerd aan Oekraïne |
| JSS-klasse                |      | Joint Logistic Support Ship     | 1      | 2015            | Zr.Ms. Karel Doorman (A833) | Maritieme bevoorrading en leveren van ondersteuning bij amfibische operaties |
| Rotterdamklasse           |      | Landing Platform Dock           | 2      | 1998/2007       | Zr.Ms. Rotterdam (L800) Zr.Ms. Johan de Witt (L801)                                                                                      | Troepentransport, helikopterplatform, commando-, communicatie- en hospitaalfaciliteiten. Geplande verwerving vervangend schip 2031, zie ook Hollandklasse                                                                                         |
| Pelikaanklasse            |      | Logistic Support Vessel         | 1      | 2006            | Zr.Ms. Pelikaan (A804) | Ondersteuningsschip in het Caribisch gebied. Geplande vervanging 2031 |
| Snelliusklasse            |      | Hydrografisch opnemingsvaartuig | 2      | 2004            | Zr.Ms. Snellius (A802) Zr.Ms. Luymes (A803)                                                                                              | Hydrografisch opnemingsvaartuig |
| Mercuurklasse             |      | Torpedowerkschip                | 1      | 1987            | Zr.Ms. Mercuur (A900) | Ondersteuningsschip onderzeedienst. Geplande vervanging 2027 |
| Cerberusklasse            |      | Duikvaartuig                    | 4      | 1992            | Cerberus (A851) Argus (A852) Nautilus (A853) Hydra (A854)                                                                                | Duikondersteuningsvaartuigen en havenbeveiliging |
| Soembaklasse              |      | Duikvaartuig                    | 1      | 1989            | Soemba (A850) | Duikondersteuningsvaartuigen en havenbeveiliging |

Verder heeft de marine de beschikking over 3 kustwachtcutters, 1 opleidingsvaartuig, 1 zeilend schoolschip, 4 kustsleepboten, 2 havensleepboten, 1 brandstoflichter en 17 landingsvaartuigen.
Het Korps Mariniers bestaat uit twee Marine Combat Groups (MCG), 1 Seabased Support Group (SSG), Netherlands Maritime Special Operations Forces (NLMARSOF).
De kustwacht is in Nederland niet zelfstandig, maar een samenwerkingsverband van een aantal ministeries. De leiding is in handen van de Koninklijke Marine.
De Kustwacht voor het Koninkrijk der Nederlanden in het Caribisch Gebied (Kustwacht Caribisch Gebied) is een zelfstandige civiele Koninkrijk organisatie en wordt geleid door de Directeur Kustwacht Caribisch Gebied (nevenfunctie van Commandant der Zeemacht in het Caribisch Gebied). Het stafgebouw, met daarin het Redding en Coördinatie Centrum (RCC), staat op marinebasis Parera. Verder zijn er drie nautische steunpunten op Curaçao (Marinebasis Parera), Aruba (Marinierskazerne Savaneta) en Sint Maarten. Ook is er een Aeronautisch steunpunt op Curaçao (Hato). De kustwacht heeft drie cutters, twaalf Super Rigid Hull Inflatable Boats (Super RHIB), vijf Boston Whalers, twee civiele vliegtuigen (Bombardier Dash 8) en twee civiele helikopters (AgustaWestland AW139) ter beschikking.

### Vervanging
De komende jaren staat de Koninklijke Marine een grote vervangingsoperatie en moderniseringslag te wachten. Zo wordt de Zeven Provinciënklasse 1-op-1 vervangen door een 4-tal nieuwe LC-fregatten en worden in samenwerking met België de Karel Doormanklasse en de Alkmaarklasse vervangen door ten minste 2 M-fregatten (ASWF) (In de Defensienota 2024 staat opgenomen dat deze order met 2 extra schepen wordt uitgebreid) waarbij Nederland het voortouw heeft genomen en 6 schepen uit de nieuwe Vlissingenklasse. Bij deze laatste heeft België het voortouw.
Daarnaast wordt de Walrusklasse vervangen door 4 nieuwe onderzeeërs, worden de Hollandklasse en de Rotterdamklasse vervangen door 6 Amfibische Transportschepen, komt er een nieuw Combat Support Schip, zijnde de Zr.Ms. Den Helder en worden de Pelikaanklasse, de Snelliusklasse, de Mercuurklasse, de Soembaklasse, de Cerberusklasse en het Marineopleidingsvaartuig Van Kinsbergen vervangen door 8 hulpvaartuigen.
Tot slot worden er nog twee Multifunctionele Ondersteuningsvaartuigen (MSS) besteld bij Damen.

### Bases

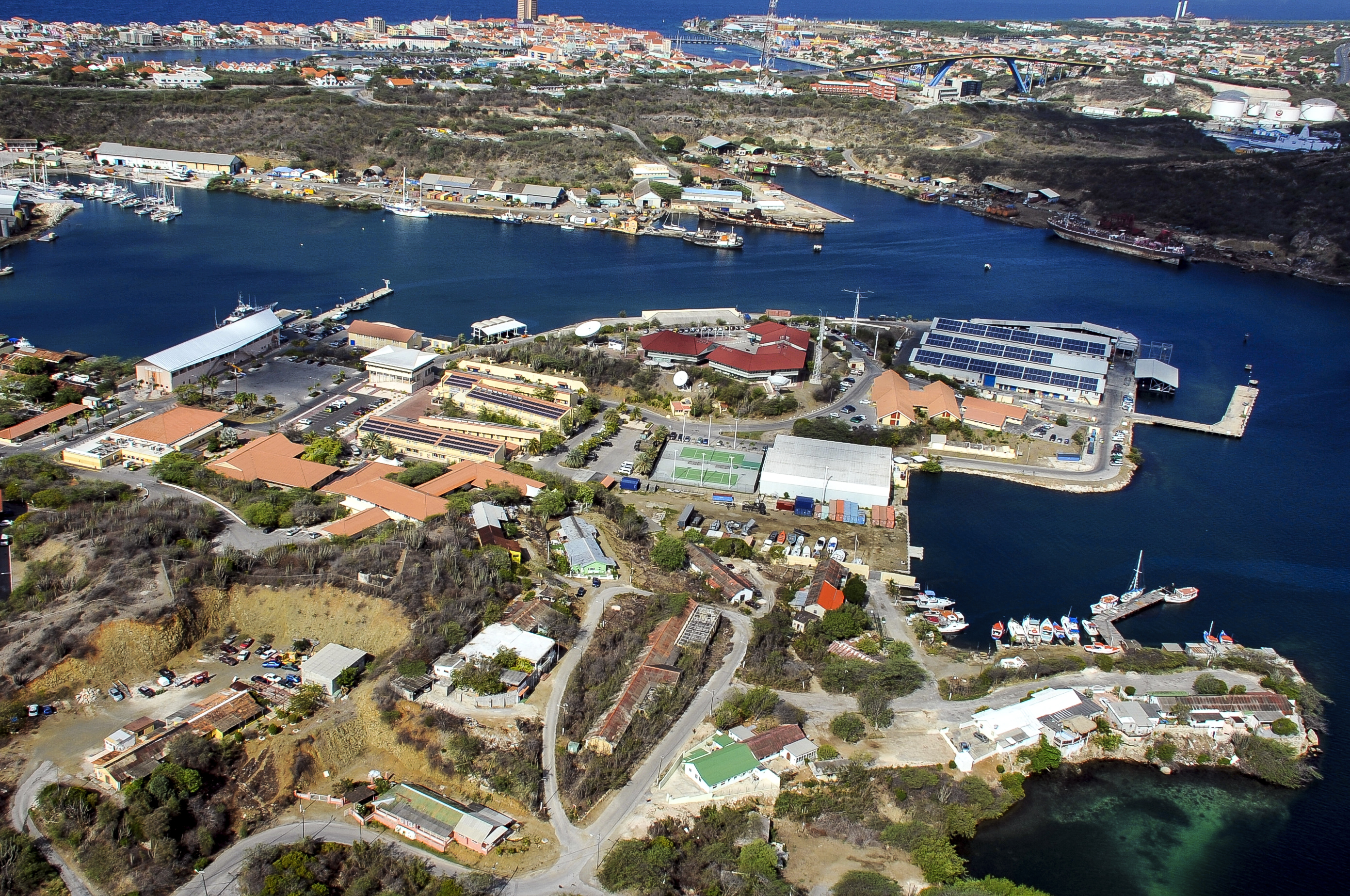
Luchtfoto van de marinebasis Parera op Curaçao

Vrijwel alle varende eenheden hebben als thuishaven de Nieuwe Haven in Den Helder. Buiten de Nieuwe Haven liggen in Den Helder onder andere het Koninklijk Instituut voor de Marine, Marinekazerne Erfprins en het Marinemuseum. Het Marine Etablissement Amsterdam en de Marinekazerne Vlissingen zijn steunpunten zonder varende eenheden.
De marine heeft ten behoeve van marinierseenheden ook kazernes in Rotterdam, Doorn (deze zullen worden verplaatst naar Nieuw-Milligen) en op Texel.
In het Caribisch gebied heeft de marine nog steunpunten op Curaçao (Marinebasis Parera en de Marinekazerne Suffisant) op Aruba (de Marinierskazerne Savaneta) en op Sint Maarten (Mariniersdetachement Sint Maarten op Marinesteunpunt Pointe Blanche).

### Recente operaties
Na de val van de Muur richtte de Koninklijke Marine zich, net als de rest van de Nederlandse krijgsmacht, steeds meer op vredesmissies. Zo hielpen Nederlandse marineschepen mee aan het handhaven van de wapenembargo's tegen voormalig Joegoslavië (operatie Sharp Guard) en de oorlog in Kosovo (operatie Allied Force). Na de aanslagen van 11 september 2001 leverden fregatten een bijdrage aan operatie Enduring Freedom, een directe reactie op de aanslagen, en operatie Active Endeavour, waarmee wordt geprobeerd terroristische bewegingen in de Middellandse Zee te beperken. Daarnaast werden onder andere eenheden ingezet tijdens de Irakoorlog, UNMIL (2006) en UNIFIL (2006-2008).
Tijdens de opstand in Libië hielpen mijnenjagers bij operatie Unified Protector. Sinds 2009 levert de marine een bijdrage aan de anti-piraterijmissies bij Somalië: vanaf 2009 in de EU-missie Atalanta en van 2010 tot 2014 ook in de NAVO-missie Ocean Shield. Het bekendste wapenfeit daarin is de bevrijding van MS Taipan in 2011. Eveneens in 2011 vond een incident met Nederlandse marinehelikopter in Sirte plaats. In 2014 leverde Zr.Ms. Karel Doorman een bijdrage tijdens de humanitaire missie tegen de ebola-uitbraak in West-Afrika in 2014.

## Ontwikkelingen

### Heroriëntatie
Het einde van de Koude Oorlog in 1989 maakte een heroverweging de rol van de krijgsmacht noodzakelijk. Grote aantallen (mobilisabele) strijdkrachten waren niet meer nodig; wel parate, flexibele eenheden voor deelname aan internationale vredesmissies in VN verband. Na 2001 zijn er vanwege de dreiging van internationaal terrorisme taken bijgekomen die onder Amerikaans bevel worden uitgevoerd. Concreet betekenden deze veranderingen forse bezuiniging en een inkrimping van de Nederlandse krijgsmacht.

### Marinestudie 2005
Na prinsjesdag 2005 werd na aandringen van de Tweede Kamer, de marinestudie 2005 gepresenteerd. Deze omvatte de verkoop van een aantal schepen en de vervanging hiervan door nieuwe schepen, kruisvluchtwapens en specialistische apparatuur. Het hierin voorgestelde werd in 2005 aangenomen en met België werd overeenstemming bereikt over verkoop van de fregatten Karel Doorman en de Willem van der Zaan. Deze vervingen de twee resterende fregatten van de Wielingenklasse. Ook met Portugal werd overeenstemming bereikt over de verkoop van nog eens twee M-fregatten. Hierdoor zou de marine in 2012 de volgende schepen bezitten:

vier LC-fregatten, twee M-fregatten, vier patrouilleschepen, twee amfibische transportschepen, een JSS, een bevoorradingsschip, vier onderzeeboten, tien mijnenjagers, een torpedowerkschip, een logistiek vaartuig voor het Caribisch Gebied, twee hydrografische- en diverse kleine vaartuigen.
Maar in 2007 zag het kabinet in verband met bezuiniging af van de aanschaf van kruisvluchtwapens en de personeels- en de bezuinigingsrondes in 2010 en 2011 voor de gehele krijgsmacht maakten de marinestudie hierna overbodig.
| Type schip                                | Defensienota 1974 | Defensienota 1984 | Prioriteitennota 1993 | Marinestudie 2005 | Bezuinigingen 2011 | Periode 2015-2019 | Defensienota 2018 | Defesienota 2024 |
| ----------------------------------------- | ----------------- | ----------------- | --------------------- | ----------------- | ------------------ | ----------------- | ----------------- | ---------------- |
| LC-fregat                                 |                   |                   |                       | 4                 | 4                  | 4                 | 4                 | 4                |
| M-fregat                                  | 4                 | 8                 | 8                     | 2                 | 2                  | 2                 | 2                 | 4                |
| GW-fregat                                 | 2                 | 2                 | 2                     |                   |                    |                   |                   |                  |
| L-fregat                                  | 1                 | 2                 | 2                     |                   |                    |                   |                   |                  |
| S-fregat                                  | 12                | 10                | 6                     |                   |                    |                   |                   |                  |
| MLM-fregat                                | 6                 |                   |                       |                   |                    |                   |                   |                  |
| Fregatten                                 | 25                | 22                | 18                    | 6                 | 6                  | 6                 |                   | 8                |
| Patrouilleschepen                         |                   |                   |                       | 4                 | 4                  | 4                 | 4                 | 6                |
| Onderzeeboten                             | 6                 | 6                 | 4                     | 4                 | 4                  | 4/3               | 4/3               | 4                |
| Bevoorradingsschepen                      | 2                 | 2                 | 2                     | 1                 | 0                  | 0                 | 1                 | 1                |
| Landing Platform Dock                     |                   |                   | 1                     | 2                 | 2                  | 2                 | 2                 |                  |
| Joint Support Ship                        |                   |                   |                       | 1                 | 1                  | 1                 | 1                 | 1                |
| Combat Support Ship                       |                   |                   |                       |                   |                    |                   |                   | 1                |
| Multifunctionele ondersteuningsvaartuigen |                   |                   |                       |                   |                    |                   |                   | 2                |
| Mijnenjagers                              | 15                | 15                | 15                    | 10                | 6                  | 10/6              | 6                 | 6                |
| Mijnenvegers                              | 11                | 11                | 0                     | 0                 | 0                  | 0                 | 0                 |                  |
| Totaal schepen                            | 59                | 56                | 40                    | 28                | 23                 | 27/23             | 23/24             | 21               |
| LRMP vliegtuigen                          | 21                | 13                | 13                    | 0                 | 0                  | 0                 | 0                 |                  |
| Helikopters                               | 36                | 30                | 20                    | 20                | 0                  | 12                | 20                | 22               |
| Totaal vliegtuigen                        | 57                | 43                | 33                    | 20                | 0                  | 12                | 20                | 22               |

### Defensie in zwaar weer
In november 2010 gaf minister van defensie Hillen invulling aan de in het akkoord tussen VVD, PVV en CDA afgesproken bezuiniging op defensie van € 800 miljoen. Dit omvatte ook een verlies van 10.000 arbeidsplaatsen in de gehele krijgsmacht. Ook gedwongen ontslagen waren niet uit te sluiten. De directe effecten op het CZSK werden door hem op 8 april 2011 bekendgemaakt en omvatten: reductie van de mijnenjagers van tien naar zes stuks, waarbij vier werden verkocht. Afstoting van twee supportschepen, Hr. Ms Zuiderkruis en Zr. Ms. Amsterdam, in 2012 en 2014 en latere indienstneming van het joint support ship in 2016. Integratie van alle luchtverdedigingsmiddelen en de 120mm-mortieren van het Korps Mariniers met eenheden van andere krijgsmachtdelen in het Defensie Grondgebonden Luchtverdedigings Commando.

### Investeringen
Vanwege wereldwijde onrust besloot het ministerie van Defensie echter het materieel dat te koop stond (Zr.Ms. Karel Doorman) te reactiveren. Ook werd bekend dat Nederland en België de M-fregatten en de mijnenvegers samen zouden vervangen, de onderzeeboten van de Walrusklasse zouden worden vervangen en het militaire deel van vliegveld De Kooy zou als Maritiem Vliegkamp De Kooy open blijven.
Met de defensie en beleidsnota 2018 werd voor de komende jaren het voor het CZSK beschikbare budget vastgesteld op 6374 miljoen euro. Middels het in de defensie en beleidsnota 2018 gestelde, houdt dit voor het CZSK het volgende in:
- uitbreiding cybercapaciteit, IT-infrastructuur en inlichtingen-analysecapaciteit (joint)
- uitbreiding munitie en tactische voorraden (joint)
- uitbreiding EODD-capaciteit (joint)
- uitbreiding CBRN-verdediging (joint)
- openhouden van diverse defensiecomplexen die bestemd waren voor sluiting (joint)
- vervanging M-fregatten door Anti-Submarine Warfare Frigates (CZSK)
- vervanging onderzeeboten (CZSK)
- vervanging mijnbestrijdingsvaartuigen (CZSK)
- modernisering LC-fregatten (CZSK)
- modernisering surface-surface en surface-air raketbewapening en kanonnen LC-fregatten (CZSK)
- vervanging Goalkeeper-afweersysteem op de grote bovenwaterschepen (CZSK)
- modernisering amfibisch transportschip en hydrogafische vaartuigen (CZSK)

In maart 2019 werd bekend dat de nieuwe mijnenbestrijdingsvaartuigen worden gebouwd door een consortium onder leiding van de Franse Naval Group. De Nederlandse Damen Shipyards Group was ook kandidaat, maar de voorkeur van de Belgen – die de aanbestedingsprocedure hebben geleid – ging uit naar Naval. Voor de nieuwe multipurposefregatten had Nederland de leiding, en hier viel de keuze op Damen en Thales. De huidige mijnenbestrijdingsvaartuigen waren meer dan dertig jaar oud en naderden het eind van hun levensduur. De nieuwe vaartuigen komen naar verwachting tussen 2025 en 2030 in de vaart. De boten zullen in het Nederlands Vlissingenklasse genoemd worden, de Belgen noemen de nieuwe vaartuigen de Cityklasse. De Nederlandse en Belgische marine werken al vele jaren samen en houden identieke mijnenbestrijdingsvaartuigen en de oefeningen zijn op elkaar afgestemd. De kosten voor de zes Nederlandse schepen is 883,3 miljoen euro.
In de nota van 2018 werd voor het eerst gesproken over de Verwerving van een Combat Support Ship (CSS). Het CSS zal de naam Zr.Ms. Den Helder dragen met het boegnummer A834. Damen Shipyards gaat het schip bouwen, voor het ontwerp wordt gebruik gemaakt van onderdelen uit het JSS ontwerp. Het schip wordt op 23 februari 2025 gedoopt en in dienst gesteld door Prinses Amalia.
In juni 2020 werd bekend dat de M-fregatten worden vervangen. De hoofdtaak van de nieuwe fregatten, die de naam Anti-Submarine Warfare Frigate voeren,wordt het bestrijden van onderzeeboten op afstand. Dat gebeurt met een nieuwe torpedo, in te zetten vanaf het schip of door de NH90 NFH boordhelikopter. Het krijgt een 110 koppige bemanning, maar voor speciale missies zijn er 40 extra bedden en verschillende ruimten beschikbaar. De fregatten krijgen een waterverplaatsing van 5500 ton. Damen Schelde Naval Shipbuilding gaat ze bouwen in samenwerking met Thales Group. De Nederlandse marine krijgt het eerste fregat naar verwachting in 2028 en het tweede in 2029. De twee vergelijkbare Belgische fregatten worden uiterlijk 2030 geleverd.

## Tradities

### Naamgeving van schepen
De namen van de schepen van de marine werden tot aan de troonswisseling van 30 april 2013 voorafgegaan door Hr.Ms. (Harer Majesteits), als tot dan behorende aan de koningin. Nu is dit Zr.Ms. (Zijner Majesteits). Niet alle schepen worden aangeduid met Zr.Ms.. Dit predicaat is voorbehouden aan indienstgestelde oorlogsschepen, met een officier (soms onderofficier) als commandant en een militaire bemanning. Sleepboten en sommige kleine hulpvaartuigen (zoals het opleidingsschip Van Kinsbergen) ontberen het predicaat.
In de periode van de Republiek werden oorlogsschepen soms aangeduid met: 's Lands Schip of 's Lands Schip van Oorlog, hoewel daar waarschijnlijk geen officiële regels voor bestonden.
Moderne schepen zijn herkenbaar aan een letter en volgnummer op de romp. Hierbij staat de 
- A (auxilliary ship) voor hulp-vaartuig
- C (cruiser) voor kruiser
- D (destroyer) voor jager
- F (frigate) voor fregat
- L (landingschip of landingcraft) voor landingsschip of landingsvaartuig
- M (minehunter/minesweeper) voor mijnenjager of mijnenveger
- P (patrol vessel) voor patrouillevaartuigen
- R (aircraftcarrier) voor vliegdekschip
- S (submarine) voor onderzeeboot
- Y (yard) voor kleine hulpvaartuigen die beperkt zijn tot havens en binnenwateren

De grootste schepen worden meestal vernoemd naar historische zeelieden als Michiel de Ruyter, Maarten Harpertszoon Tromp en Jan van Speijk. Ook de naam van het oude vlaggenschip van De Ruyter, De Zeven Provinciën, wordt vaak gebruikt. Daarnaast worden geografische namen zoals namen van provincies, steden en vroeger koloniale gebiedsdelen gebruikt.

### Vlaggen en wimpels

#### Dubbele Geus

De Dubbele Geus van de Koninklijke Marine

In Nederland voert de Koninklijke Marine krachtens een Koninklijk Besluit van 20 april 1931 een zogeheten Dubbele- of Prinsengeus met twaalf segmenten in de kleuren van de nationale vlag. Pleziervaartuigen voeren een vereenvoudigde, zogeheten enkele geus of geusje in de kleuren rood, wit en blauw, die in acht segmenten zijn aangebracht. Bij traditionele roeiverenigingen is het gebruikelijk dat de oudste roeiboot van de vloot een geus in de kleuren van de vereniging voert.
De vlag die tijdens de Tachtigjarige Oorlog aan de boegspriet van de Nederlandse oorlogsschepen hing werd de geus (ook wel Prinsengeus) genoemd. De Prinsengeus zou voor het eerst gezien zijn bij de inname van Den Briel in 1572. De overlevering dat de geus geïnspireerd zou zijn door de bedelaarsdracht wordt in de literatuur niet bevestigd.
Rond 1590 bestond de geus uit een horizontale driekleur in de kleurencombinatie oranje-wit-blauw, die later de nationale vlag van Nederland zou gaan worden. In de loop der jaren werd het oranje-wit-blauw vervangen door het huidige rood-wit-blauw.
De geus van een marineschip van de Koninklijke Marine wordt gevoerd als het schip op zon- en feestdagen voor anker of aan de kade ligt en zijn vlag voert, als er een buitenlands marineschip in de haven ligt of als een Nederlands marineschip in een buitenlandse haven ligt. De geus wordt dus niet gevoerd als het schip onderweg is.

#### Oorlogswimpel
De oorlogswimpel is een wimpel die uitsluitend door marineschepen wordt gevoerd en waarmee deze zich onderscheiden van andere (koopvaardij-)schepen. De Nederlandse oorlogswimpel is een lange, rood-wit-blauwe wimpel waarvan het uiteinde in twee punten uitloopt. Bij commando-overdracht of het uit dienst nemen van een marineschip wordt de oorlogswimpel(-kist) ceremonieel overhandigd aan de commandant door de jongste matroos.
De oorlogswimpel kan worden vervangen door een commandovlag.

#### Commandovlaggen
De commandovlag vervangt aan boord van marineschepen bij het hijsen ervan de oorlogswimpel. In de tijd dat communicatie tussen de schepen onderling werd gevoerd met behulp van vlaggen was de commandovlag nuttig om aan te geven waar de bevelvoerder zich bevond; vanaf dat schip werden de commando's gegeven. Hier komt ook de term vlaggenschip vandaan.
Naast commandovlaggen kent de KM ook onderscheidingsvlaggen, die qua uiterlijk en functie veel op de commandovlaggen lijken. Het verschil tussen een commandovlag en een onderscheidingsvlag is dat een commandovlag wordt gehesen wanneer de vlagofficier daadwerkelijk de rol van bevelhebber uitoefent. Commandovlaggen bij de Nederlandse Koninklijke Marine zijn vierkant van vorm, terwijl de onderscheidingsvlaggen een hoogte-breedteverhouding hebben van 2:3.
De Nederlandse krijgsmacht kent verschillende commando- en onderscheidingsvlaggen: leden van het Koninklijk Huis hebben een eigen onderscheidingsvlag; voor vlagofficieren is er een vlag per rang. Bij de Koninklijke Marine zijn deze rangen: luitenant-admiraal, viceadmiraal, schout-bij-nacht en commandeur. Door een kapitein-ter-zee die de functie van eskadercommandant of van regionale bevelhebber bekleedt wordt een standaard gevoerd.

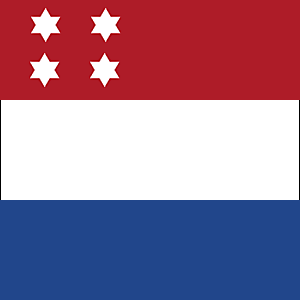
Luitenant-admiraal
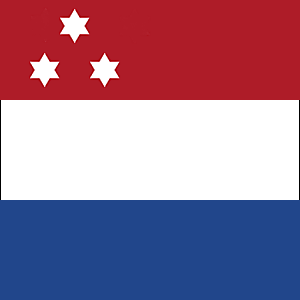
Viceadmiraal
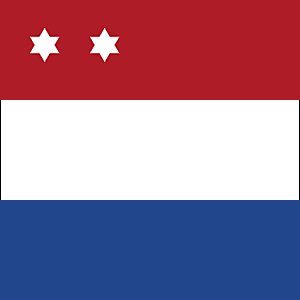
Schout-bij-nacht
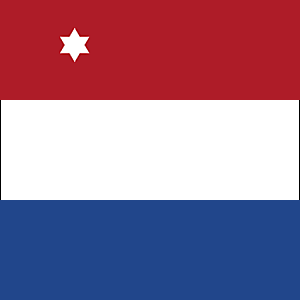
Commandeur
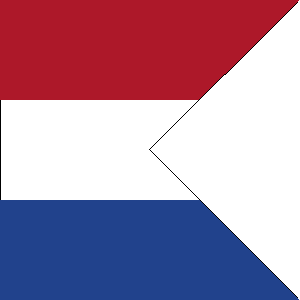
de standaard, voor een bevelvoerend kapitein-ter-zee

### Blauwe hap
Iedere woensdag wordt op de schepen en bij walinrichtingen van de Koninklijke Marine een Indische rijsttafel geserveerd, in marinejargon de blauwe hap genoemd. Een blauwe was de bijnaam voor een persoon van Nederlands-Indische afkomst. De traditie om op een vaste dag in de week de Indische rijsttafel op het menu te plaatsen, vindt haar oorsprong in de negentiende eeuw. Tussen 1816 en 1949 waren schepen van de Koninklijke Marine in het toenmalige Nederlands-Indië gestationeerd ter verdediging van de overzeese kolonie. Na de soevereiniteitsoverdracht was de Nederlandse militaire rol in het Verre Oosten uitgespeeld, met uitzondering van Nederlands-Nieuw-Guinea. Veel Indische gebruiken en woorden bij de Koninklijke Marine herinneren aan deze tijd.

### Rangen en standen
De marine kent een rangensysteem, dat in naamgeving en versiering iets afwijkt van het bij de overige krijgsmachtdelen gebruikte systeem, maar daarmee hiërarchisch wel vergelijkbaar is. Bij het Korps Mariniers gebruikt men rangonderscheidingstekens van de marine maar omdat het een lichte infanterie eenheid is wordt wel de benaming van de landmacht gevolgd.

### Open dagen
Oorspronkelijk hield elk krijgsmachtdeel jaarlijks zijn eigen open dag. Voor de marine waren dit vanaf 1956 de Vlootdagen. Bezuinigingen hebben dit vanaf 2013 veranderd en sinds dat jaar houden twee Nederlandse krijgsmachtdelen per jaar open dagen, waarbij ook andere onderdelen van defensie vertegenwoordigd zijn, de Landmacht-, Luchtmacht- en Marinedagen. Deze staan in het kader van de brede publieksinformatie en voorlichting bij personeelswerving en trekken vanwege de bezichtigingen en demonstraties honderdduizenden bezoekers per editie. De Marinedagen vinden onregelmatig, ongeveer tweemaal per vijf jaar, plaats in de marinehaven van Den Helder. De eerstvolgende editie is op zijn vroegst in 2026.

## Bekende en markante oud-marinemensen

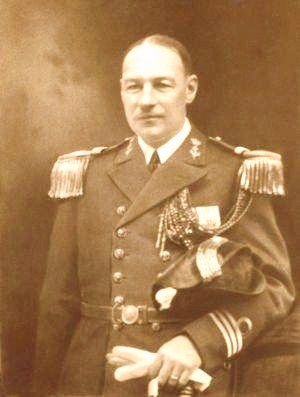
Karel Doorman, schout-bij-nacht, hier in het uniform van een kapitein-luitenant-ter-zee

- Michiel de Ruyter (1607-1676), admiraal
- Piet Hein (1577-1629), admiraal
- Witte de With (1599-1658), viceadmiraal
- Reinier Claeszen (†1606), viceadmiraal
- Maarten Harpertszoon Tromp (1598-1653), luitenant-admiraal
- Willem Joseph van Ghent (1626-1672), admiraal, eerste commandant Korps Mariniers
- Johan Evertsen (1600-1666), luitenant-admiraal
- Cornelis Evertsen (1610-1666), luitenant-admiraal
- Jan van Speijk (1802-1831), ridder MWO, kannoneerbootcommandant
- Conrad Helfrich (1886-1962), commandant der Zeemacht in Nederlands-Indië en bevelhebber der Zeestrijdkrachten
- Karel Doorman (1889-1942), officier MWO, schout-bij-nacht
- Eugène Lacomblé (1896-1942) ridder MWO, kapitein-luitenant-ter-zee
- Piet de Jong (1915-2016), oud-onderzeebootcommandant, oud-premier van Nederland
- Heije Schaper (1906-1996), ridder MWO, Chef Militair Huis van de Koningin
- Hans Larive (1915-1984), ridder MWO, ontsnapt uit Colditz
- Damiaen Joan van Doorninck (1902-1987), ontsnapt uit Colditz
- Charles Douw van der Krap (1908-1995), ridder MWO, veteraan Tweede Wereldoorlog
- Johan Willem Binkes (1828-1891), viceadmiraal, officier MWO, commandant van de zeemacht in Oost-Indië
- François de Casembroot (1817-1895), viceadmiraal, officier MWO
- Rob Zuiderwijk (1951), luitenant-generaal, eerste marinier met de functie van commandant der zeestrijdkrachten